# Skovbrand
Skovbrand er en ulykke, der opstår, når enten skovens overetage (træer og buske) eller skovbunden brænder. Skovbrande forekommer derfor især, når vegetationen og jordoverfladen er meget tør, i kombination med en meget lav luftfugtighed. Branden kan opstå spontant, dvs. på grund af lynnedslag eller på grund af selvantændelse i plantemateriale. Det sker også, at branden opstår, når nogen er uforsigtige med åben ild, smider et cigaretskod eller påsætter ilden. Ilden breder sig med vinden og ofte med stor hastighed, især når ilden har fat i tørre trækroner. Slukning af skovbrand er en helt speciel disciplin indenfor brandslukning, og til dette anvendes brandfolk, køretøjer, fly og helikoptere samt modbrande. 
Skovbrande er et udbredt fænomen i Californien og om sommeren i Sydeuropa. I sommeren 2008 døde 65 mennesker på få dage i meget omfattende skovbrande i Grækenland[kilde mangler].
Australien er også meget plaget af skovbrande. Ved skovbrandene i 2009 mistede 173 mennesker livet.
Skovbrænde er vanskelige at slukke på grund af deres omfang, og fordi de ofte ligger langt fra steder hvor almindelige brandslukningsapparater kan nå. Ofte benyttes helikoptere eller flyvemaskiner til at overflyve de ramte områder og kaste vand udover. Der kan også benyttes vand fra søer og åer, men dette kræver pumper. Særligt flade områder kan slukkes med en såkaldt branddasker, der er udviklet til at slukke ild på græs- eller hedeområder.
I 2018 udbrød der på grund af lange perioder med tørke voldsomme skovbrande i Sverige, Grækenland og Californien. Selv om denne delstat i USA ofte rammes af skovbrande, betegnes brandene i 2018 som de mest voldsomme i statens historie.